# Илона Сербская
Илона (Елена) Сербская (венг. Ilona, серб. Јелена / Jelena; ок. 1109 — после 1146) — королева Венгрии, жена короля Белы II.

## Краткая биография
Отец — Урош I Вуканович, великий жупан Рашки. Мать — Анна Диогене-Вуканович (Анна Диогенисса). С благословения короля Иштвана II вышла замуж за его двоюродного брата Белу, который был ослеплён по приказу Кальмана I, отца Иштвана. После свадьбы король пожаловал молодой паре земли близ Тольны.
Бела II был коронован 28 апреля 1131 года после смерти бездетного Иштвана. Илона оказывала сильное моральное влияние на своего слепого мужа. Она убедила его сторонников (при том, что воспитывала двух маленьких сыновей) возглавить заговор против аристократии и отомстить за ослеплённого мужа. В результате заговора в Араде случилась резня, в которой были убиты 68 представителей венгерского дворянства.
После кончины мужа 13 февраля 1141 года старший сын Геза II был коронован королём Венгрии, хотя был ещё ребёнком. Мать Гезы, Илона, и его дядя Белош Вуканович стали регентами, уступив власть сыну в сентябре 1146 года по достижении им совершеннолетия.

## Семья
Муж: Бела II (обвенчались в 1129 году, Бела скончался 13 февраля 1141).
Дети:
1. Елизавета (1129 — до 1155), жена князя польского Мешко III
2. Геза II, король Венгрии (1130 — 3 мая 1162)
3. Ласло II, король Венгрии (1131 — 14 января 1163)
4. Иштван IV, король Венгрии (1133 — 11 апреля 1165)
5. София (1136 — ?), монахиня монастыря в Адмонте (Австрия)